# Tôn Đức Thắng
Tôn Đức Thắng (Long Xuyen, 20 de agosto de 1888-Hanói, 30 de marzo de 1980) fue un político vietnamita. Ocupó los cargos de segundo y último presidente de Vietnam del Norte, y el de primer presidente del Vietnam reunificado y bajo el dominio político de Lê Duẩn. El cargo de presidente era meramente ceremonial y Thắng nunca fue un político importante o incluso un miembro del Buró Político, el consejo de gobierno de Vietnam del Norte. En el momento de su muerte, a los 91 años, era el jefe de Estado que más edad tenía en el momento de ocupar el cargo, posteriormente superado por el presidente malauí Hastings Kamuzu Banda. 

## Biografía
Thắng nació en Long Xuyen, capital de la provincia de An Giang y entonces parte de la Indochina francesa. Entre 1897 y 1901, Thắng recibió su educación en la escritura china, historia y filosofía de parte de un tutor privado, que era un Anticolonialista, lo que influyó en las ideas de Thắng. Vivió con sus padres hasta 1906, cuando se trasladó a Saigón.
En 1919 se encontraba en el Mar Negro con la Marina francesa durante la Intervención aliada en la Guerra Civil Rusa, participando en una revuelta de la marinería en apoyo de los bolcheviques rusos. A su vuelta a Indochina se convirtió en un activista contrario a las autoridades francesas, y tras la Segunda Guerra Mundial ingresó en el Partido Comunista de Vietnam. Después de la independencia de Vietnam del Norte se convirtió en un colaborador de Hồ Chí Minh y en 1960 se convirtió en su Vicepresidente. En 1967 ganó el Premio Lenin de la Paz, que era el homólogo al Premio Nobel de la Paz. En 1969, tras la muerte de Hồ Chí Minh, se convirtió en el presidente de Vietnam del Norte.

### Presidente de Vietnam
Con la caída de Saigón el 30 de abril de 1975, las Fuerzas norvietnamitas capturaron la capital y el centro neurálgico de Vietnam del Sur, permitiendo así la futura reunificación del país como República Socialista de Vietnam el 2 de julio de 1976. Así, Thắng se convirtió en el primer Presidente de un Vietnam unificado. Como nuevo líder, Thắng trabajó duro durante varios años en un esfuerzo masivo de reconstrucción para reconstruir los dos países habían quedado devastados por años de guerra. Esto incluyó proyectos especiales, tales como la reconstrucción de la industria, infraestructuras, y economía. Los problemas del gobierno vietnamita también se encontraban en el ámbito diplomático, debido a las crecientes tensiones con los Jemeres Rojos de la Kampuchea Democrática. Sin embargo, mientras que Vietnam mantenía una alianza con la Unión Soviética, los Jemeres mantenían una alianza con la República Popular China. Los conflictos entre vietnamitas y camboyanos también elevaron la tensión con China.
El 25 de diciembre de 1978, después de meses de crecientes conflictos fronterizos y una afluencia de camboyanos que buscan refugio en Vietnam, el ejército vietnamita invadió Camboya. Para el 7 de enero de 1979, los vietnamitas habían capturado fácilmente la capital de Camboya, Phnom Penh , y depuesto el régimen de los Jemeres Rojos. Sin embargo, la victoria diplomática de la Unión Soviética fue de corta duración. La República Popular China estaba siendo respaldado por Estados Unidos, y cada vez dio muestras de estar cerca de la guerra con Vietnam. Los soviéticos sabían que no podían ir a ayudar a los vietnamitas si la República Popular China decidía invadir Vietnam.
No en vano, el 15 de febrero de 1979, la República Popular China anunció oficialmente sus planes para invadir Vietnam, poniendo así fin al importante y significativo Tratado sino-soviético de amistad, que había sido firmado apenas el día anterior en 1950. La República Popular China afirmó que la invasión fue como consecuencia de los malos tratos a los ciudadanos vietnamitas de origen chino y la presencia vietnamita en las Islas Spratly, reclamadas por China.
El 17 de febrero, una fuerza de unos 200.000 soldados chinos cruzó la frontera hacia el país de Thang, y de inmediato comenzó a invadir las ciudades y pueblos de Vietnam en la frontera norte de Vietnam. Thắng envió un ejército de 100.000 hombres para luchar contra la República Popular China, y el gran número de víctimas se registraron en ambos lados. Los chinos no quisieron quedarse en Vietnam por más tiempo, empezando a salir del país un mes después, el 16 de marzo. La salida temprana de China desde el país elaboró mucha confusión sobre quién fue el vencedor de la guerra chino-vietnamita . Thang proclamó que Vietnam había ganado la guerra, mientras que su homólogo Chino Ye Jianying, proclamó una victoria china. Sin embargo, una cosa es segura sobre el resultado de la guerra entre China y Vietnam: El Vietnam de Thắng fue capaz de derrocar con éxito a los Jemeres Rojos del poder en Camboya y hacerle frente al gigante asiático.

### Muerte y legado
Thắng murió el 30 de marzo de 1980, en Hanói , un poco más de un año después de la conclusión de la guerra chino-vietnamita, a los 91 años de un ataque al corazón e insuficiencia respiratoria, muriendo como el presidente más longevo en el cargo. Fue sucedido por uno de sus vicepresidentes, Nguyen Huu Thọ. Thắng se halla enterrado en el cementerio de Mai Dich en la sección reservada a las tumbas de los líderes del gobierno y los revolucionarios famosos.
A pesar de que Thắng había sido el primer presidente de la República Socialista de Vietnam reunificado, no alcanzó la misma relevancia que su predecesor, Hồ Chí Minh; si bien Thắng sirvió como líder de la nación en su reunificación, también fue el momento en el que el país comenzaba a mostrar signos de agotamiento por la guerra. Seis años después de su muerte, el Sexto Congreso del Partido aprobaría un paquete de reformas políticas, abriendo un nuevo capítulo en la historia de Vietnam.